# Morgonrodnaden skall väcka
Morgonrodnaden skall väcka är en morgonpsalm, skriven 1814 av Johan Olof Wallin och bearbetades 1980 av Anders Frostenson. Musiken är skriven 1661 av Wolfgang Wessnitzer. 

## Publicerad i
- Den svenska psalmboken 1819 som nr 423 under rubriken "Med avseende på särskilda personer, tider och omständigheter: Morgon och afton: Morgonpsalmer" (med begynnelseorden Morgonrodnan mig skall väcka).
- Den svenska psalmboken 1937 som nr 423 under rubriken "Morgon" (med begynnelseorden Morgonrodnan mig skall väcka).
- 1986 års psalmbok som nr 494 under rubriken "Morgon".